# Jos Deschoenmaecker
Joseph "Jos" Deschoenmaecker (Malinas, 2 de octubre de 1947) fue un ciclista belga, que fue profesional entre 1969 y 1982. Sus principales éxitos deportivos fueron una etapa en la Vuelta en España de 1973 y otra en el Tour de Francia de 1980.

## Palmarés
1967
- 1.º en el Tour de Namur

1968
- 1.º en el Tour de Namur y vencedor de una etapa

1969
- Vencedor de una etapa en la Vuelta en Bélgica amateur

1970
- 1.º en la Omloop der Zennevalei

1971
- 1.º en la Omloop Hageland-Zuiderkempen
- 1.º en Onze-Lieve-Vrouw Waver

1972
- 1.º en Rijmenam

1973
- 1.º en Oostduinkerke
- Vencedor de una etapa de la Vuelta a España

1976
- 1.º en la Flecha Rebecquoise

1980
- 1.º en Koersel
- Vencedor de una etapa del Tour de Francia

## Resultados en Grandes Vueltas y Campeonato del Mundo
| Carrera                      | 1970 | 1971 | 1972 | 1973 | 1974 | 1975 | 1976 | 1977 | 1978 | 1979 | 1980 | 1981 | 1982 |
| ---------------------------- | ---- | ---- | ---- | ---- | ---- | ---- | ---- | ---- | ---- | ---- | ---- | ---- | ---- |
| Giro de Italia               | -    | -    | 26.º | 28.º | 37.º | -    | 29.º | -    | -    | -    | -    | -    | -    |
| Tour de Francia              | 57.º | -    | 22.º | -    | 45.º | 17.º | -    | 29.º | 20.º | 21.º | 66.º | 67.º | Ab.  |
| Vuelta a España              | -    | -    | -    | Ab.  | -    | -    | -    | -    | -    | -    | -    | -    | -    |
| Campeonato del Mundo en ruta | -    | -    | Ab.  | Ab.  | -    | Ab.  | -    | -    | -    | -    | -    | -    | -    |